# Guerre turco-persane (1532-1555)
Pour les articles homonymes, voir Guerres ottomano-persanes.
La guerre turco-persane de 1532-1555 oppose l'Empire ottoman de Soliman le Magnifique à l'Empire perse séfévide de Tahmasp Ier.

## Contexte
La deuxième des guerres ottomano-persanes est déclenchée par des querelles de territoire entre les deux empires, spécialement lorsque le bey de Bitlis décide de se placer sous la protection perse. Autre motif de querelle, Tahmasp fait assassiner le gouverneur de Bagdad, partisan de Soliman.
Sur le plan diplomatique, la Perse avait entamé des pourparlers avec les Habsbourg intéressés à la formation d'un second front pour les Turcs.

## Campagne des Deux Iraks (première campagne, 1532-1534)
Les Ottomans, d'abord guidés par le grand vizir Ibrahim Pacha, puis par Soliman lui-même, pénètrent dans l'Irak, reprennent Bitlis, puis Tabriz et enfin Bagdad en 1534. Tahmasp évite les batailles rangées et adopte la stratégie de la terre brûlée.

## Seconde campagne (1548–1549)
Désireux de soumettre le Shah une bonne fois, Soliman se lance dans une seconde campagne en 1548–1549. De nouveau, Tahmasp adopte la tactique de la terre brûlée, quitte à dévaster l'Arménie. Dans le même temps, le roi de France François Ier, ennemi des Habsbourg, s'était allié à Soliman le Magnifique depuis 1536. En 1547, lorsque Soliman attaque la Perse, la France envoie son ambassadeur, Gabriel de Luetz, pour l'accompagner dans sa campagne militaire. Gabriel de Luetz servira de conseiller militaire à Soliman, par exemple pour l'emplacement de l'artillerie au Siège de Van (en). Soliman conquiert Tabriz et l'Arménie qui avait été conquise par la Perse ; il établit une présence turque stable dans la province de Van et s'empare de quelques places fortes en Géorgie.

## Troisième campagne (1553–1555)
En 1553 Soliman se lance dans la troisième et finale campagne contre le shah, perdant puis regagnant Erzurum. 
Du fait de son implication en Perse, Soliman n'envoie qu'un soutien limité lors de l'invasion française de la Corse en 1553.

## Paix d'Amasya
Les avancées ottomanes sont alors confirmées par la Paix d'Amasya en 1555. Soliman rend Tabriz, mais garde Bagdad, la basse Mésopotamie, les deltas de l'Euphrate et du Tigre, ainsi qu'une partie de la côte du golfe Persique.
- L'Empire ottoman reçoit l'Irak, le Kurdistan et l'Arménie occidentale[3].
- Les Séfévides récupèrent Tabriz et les provinces caspiennes[4].

## Notes

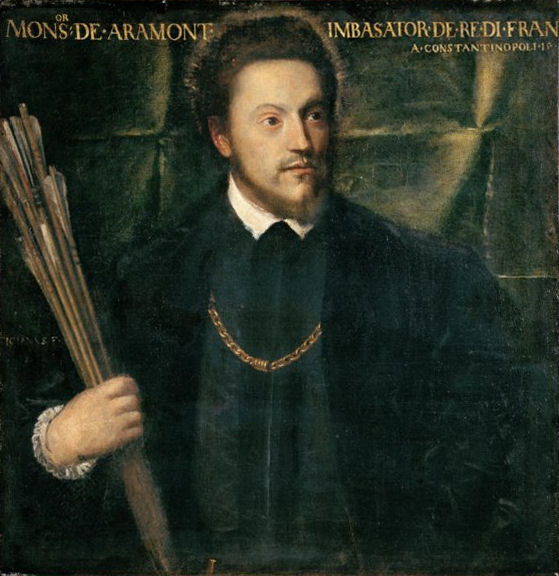
L'ambassadeur français Gabriel de Luetz d'Aramon qui participe à la campagne ottomane.
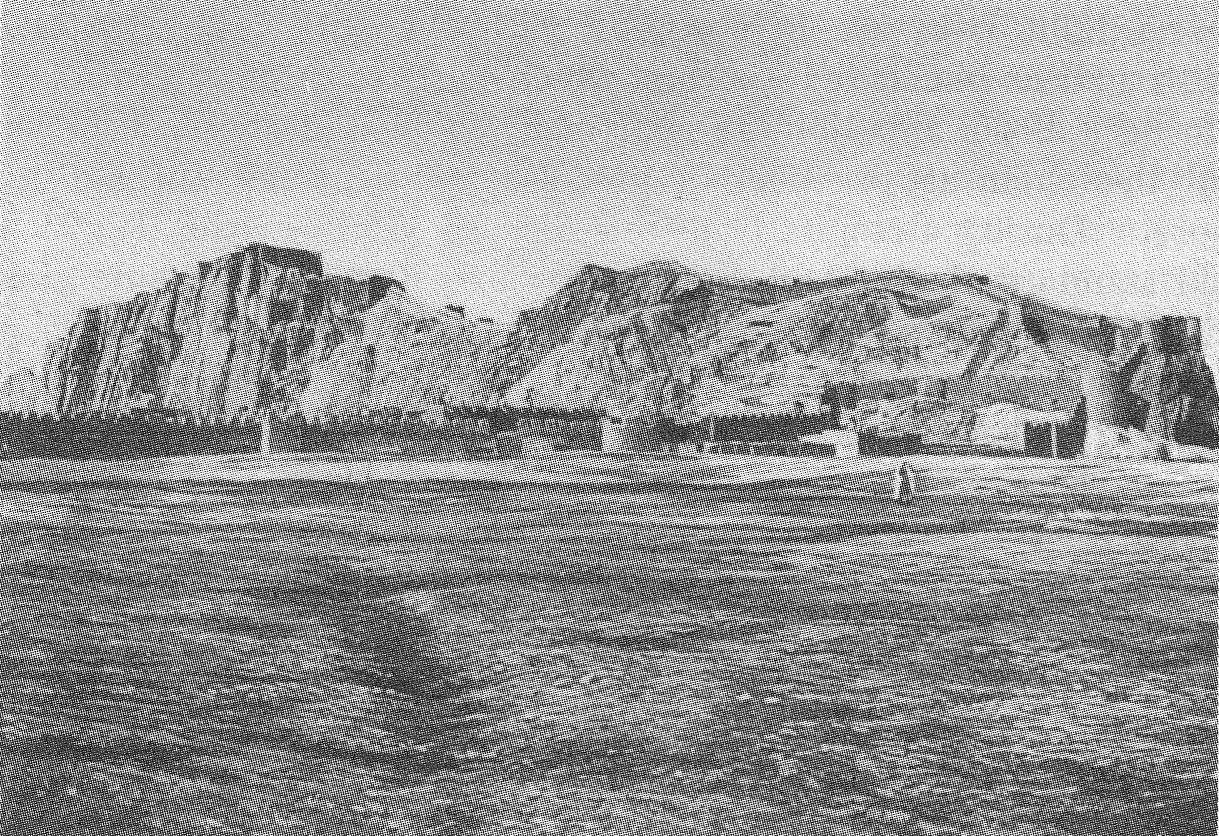
La cité fortifiée de Van, que Gabriel de Luetz d'Aramon aide à conquérir.